# Бирля
Бирля́ — село в Мелекесском районе Ульяновской области. Входит в Рязановское сельское поселение.

## География
Расположено в 41 км к юго-западу от районного центра г. Димитровград и в 2 км от Сусканского залива Куйбышевского водохранилища.

## Этимология
Названо по реке. Название происходит от татарского «бүре» и «иле»: то есть река на земле волков или же от финно-угорского «берлинга», что означает хмель, есть известия, что когда-то на берегах этой реки черемисы занималась выращиванием хмеля.

## История
В первой трети XVIII века полукочевыми, полуоседлыми калмыками в Заволжье основывают ряд селений, в том числе Бирля. 
В 1780 году деревня Бирля, при речке Бирле, экономических крестьян 143 ревизских душ, вошла в состав Ставропольского уезда Симбирского наместничества. В 1796 году — в Симбирской губернии.  
В сентябре 1833 года здесь проездом был А. С. Пушкин. 
В 1851 году сельцо вошло в состав Самарской губернии. 
В 1859 году были две деревни: Репьёвка (Бирля) и Бирля, в 150 дворах жило 1294 жителя.
В 1881 году была построена деревянная Михайло-Архангельская церковь, закрыта в 1930-е годы, открыта в 1946 году, вновь закрыта в 1953 году, разобрана в 1954—1955 годах.
В 1889 году в сельце Бирля (Репьёвка) в 97 дворах жило 638 человек, было две ветряных и одна водяная мельница, одна обдирня.  
К 1910 году в Бирле имелось 440 дворов, 3115 жителей, церковь, церковно-приходская школа, маслобойка, водяная и ветряная мельницы.  
В 1928—1929 и 1935—1956 годах село находилось в составе Николо-Черемшанского района.  
В 1929 году в деревне был создан колхоз им. Дзержинского.  
В середине 1950-х годы село Бирля было затоплено Куйбышевским водохранилищем. Жители были переселены на новое место. К новому селу были доприселены сносимые посёлки: Согласие, Волга, Пионер, Лысая Гора.  
В 1959 году в состав колхоза "Маяк революции" (с. Александровка) вошли колхоз им. Дзержинского (с. Бирля) и колхоз им. Фрунзе (с.Чувашский Сускан).  
В 1996 году — население 273 человек. Преимущественно мордва.

## Инфраструктура
В селе имеются: магазин, медпункт, библиотека, Михайло—Архангельский храм. Является 3-м отделением сельскохозяйственного предприятия ООО «Маяк».

## Улицы
- ул. Базарная
- ул. Гагарина
- пер. Зелёный
- ул. Ленина
- ул. Молодёжная
- ул. Полевая
- ул. Советская
- ул. Школьная[15]

## Население
| Год  | Численность | Численность |
| ---- | ----------- | ----------- |
| 1859 | 1294        | [ 16 ]      |
| 1889 | 2297        | [ 17 ]      |
| 1897 | 2554        | [ 18 ]      |
| 1910 | 3115        | [ 19 ]      |
| 2010 | 161         | [ 1 ]       |

## Достопримечательности
- Памятник «Скорбящая мать» (1967 г.)[20]